# Diòcesi d'Anglona
La diòcesi d'Anglona (en llatí: Dioecesis Anglonensis) és una seu suprimida i actualment seu titular de l'Església catòlica.

## Història
La ciutat d'Anglona es va convertir en seu del bisbat de ritu llatí de la ciutat de Tursi. S'atribueix l'establiment del bisbat a Sant Pere o Sant Marc.
El Santuari de Santa Maria Regina d'Anglona és catedral des del 1054. En el 968 es va crear a Tursi la primera seu bisbal de ritu grec. en època romana d'Orient, paral·lelament a la institució del tema de Lucània el 969, de fet, el Patriarca de Constantinoble Polieucte, va concedir al bisbat d'Otranto permís per consagrar bisbes a Acerenza, Gravina, Matera, Tricarico i Tursi, que constituïren una nova província eclesiàstica grega en el canvi dels temes de Lucània i Langobàrdia, que no tenien metròpoli.
Al final del segle xi la seu episcopal de Tursi va ser transferida a Anglona, ja que era millor situada estratègicament i per la presència, al turó, un edifici religiós d'especial importància. Posteriorment, amb la decadència de la ciutat d'Anglona i el desenvolupament de Tursi, el papa Pau III per resoldre els conflictes entre les cúria diocesana Cambra Baronial, amb el Consistorial Decret de 8 d'agost de 1545, adreçada al bisbe Berardino Elvino, sancionà el trasllat del bisbat d'Anglona a la ciutat de Tursi. La seu va ser l'església de San Michele Arcangelo, i només vuit mesos més tard el mateix Pap amb butlla de 26 març de 1546 va traslladar finalment la seu episcopal a Tursi, a l'església dell'Annunziata i va ordenar als bisbes de mantenir el títol de Diòcesi d'Anglona i Tursi.
El 8 de setembre de 1976, arran de la creació de la Regió Eclesiàstica Basilicata, la diòcesi ha canviat el seu nom a Diòcesi de Tursi-Lagonegro, una nova confirmació geogràfica i Anglona es van convertir en seu titular. L'actual arquebisbe, a títol personal, és Giuseppe Pinto, nunci a les Filipines.

## Cronologia de bisbes titulars
- Andrea Cordero Lanza di Montezemolo (5 d'abril de 1977 - 13 d'abril de 1991 nomenat bisbe titular de Tuscania)
- Carles Soler i Perdigó (16 de juliol de 1991 - 30 d'octubre de 2001 nomenat bisbe de Girona)
- Giuseppe Pinto, del 4 de desembre de 2001